# 加达列伊市镇
加达列伊市镇（俄语：Гадалейское муниципальное образование）是俄罗斯联邦伊尔库茨克州图伦区所属的一个市镇。其下辖有4个居民点，行政中心为加达列伊。据2016年统计，该市镇的人口为1430人。